# Francesco Audisio
Francesco Giuseppe Luigi Audisio (Torino, 23 dicembre 1901 – Saluzzo, 8 gennaio 1992) è stato un calciatore italiano, di ruolo ala.

## Carriera
Fece il suo esordio con la Juventus contro il Livorno, il 14 ottobre 1923 in una sconfitta per 3-2, dove segnò il suo primo gol in bianconero. La sua ultima partita fu contro il Padova il 30 marzo 1924, in una vittoria per 3-0. Nella sua unica stagione bianconera collezionò 19 presenze e 2 reti.
Nel 1927 si trasferì a Saluzzo, dove collaborò alla nascita di una casa d'arte, che erediterà alla morte del proprietario.

## Statistiche

### Presenze e reti nei club
| Stagione        | Club            | Campionato      | Campionato | Campionato |
| Stagione        | Club            | Comp            | Pres       | Reti       |
| --------------- | --------------- | --------------- | ---------- | ---------- |
| 1923-1924       | Juventus        | Prima divisione | 19         | 2          |
| Totale Juventus | Totale Juventus |                 | 19         | 2          |
| Totale carriera | Totale carriera |                 | 19         | 2          |